# Pueblo badjara
El pueblo badjara, es un grupo étnico de África Occidental también conocido por los etnónimos badya, badyara, bayaranke o gola. Hablan badjara, un idioma del filo Níger-Congo, familia tenda. Se distribuyen en pequeños poblados al noreste de Guinea –Bissau; en el poblado Badjara al sur de Senegal y en la región de Kundara en Guinea. Son mayoritariamente agricultores. Mantienen costumbres ancestrales y rituales como la ablación y la circuncisión, mayoritariamente están integrados a la religión islámica.

## Idioma

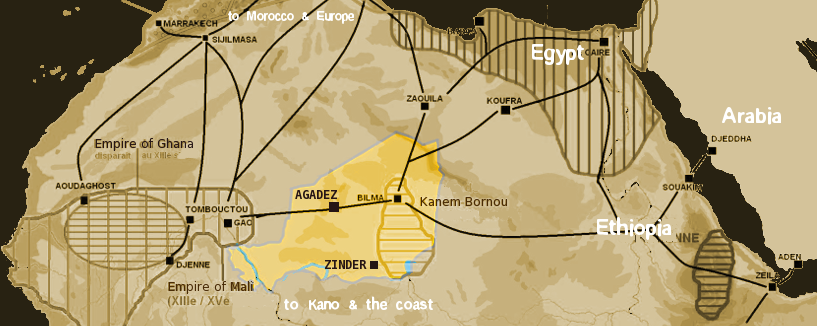
Ruas comerciales entre el río Níger y el Sahara a la altura del.

Hablan un idioma llamado badjara, con similitudes al biafada. Pertenece al filo Níger-Congo, familia lingüística tenda. Se estiman 12.000 hablantes en Guinea, 6.000 en Guinea Bissau y 2.800 en Senengal. La lengua badjara está considerada en peligro de extinción.

## Historia

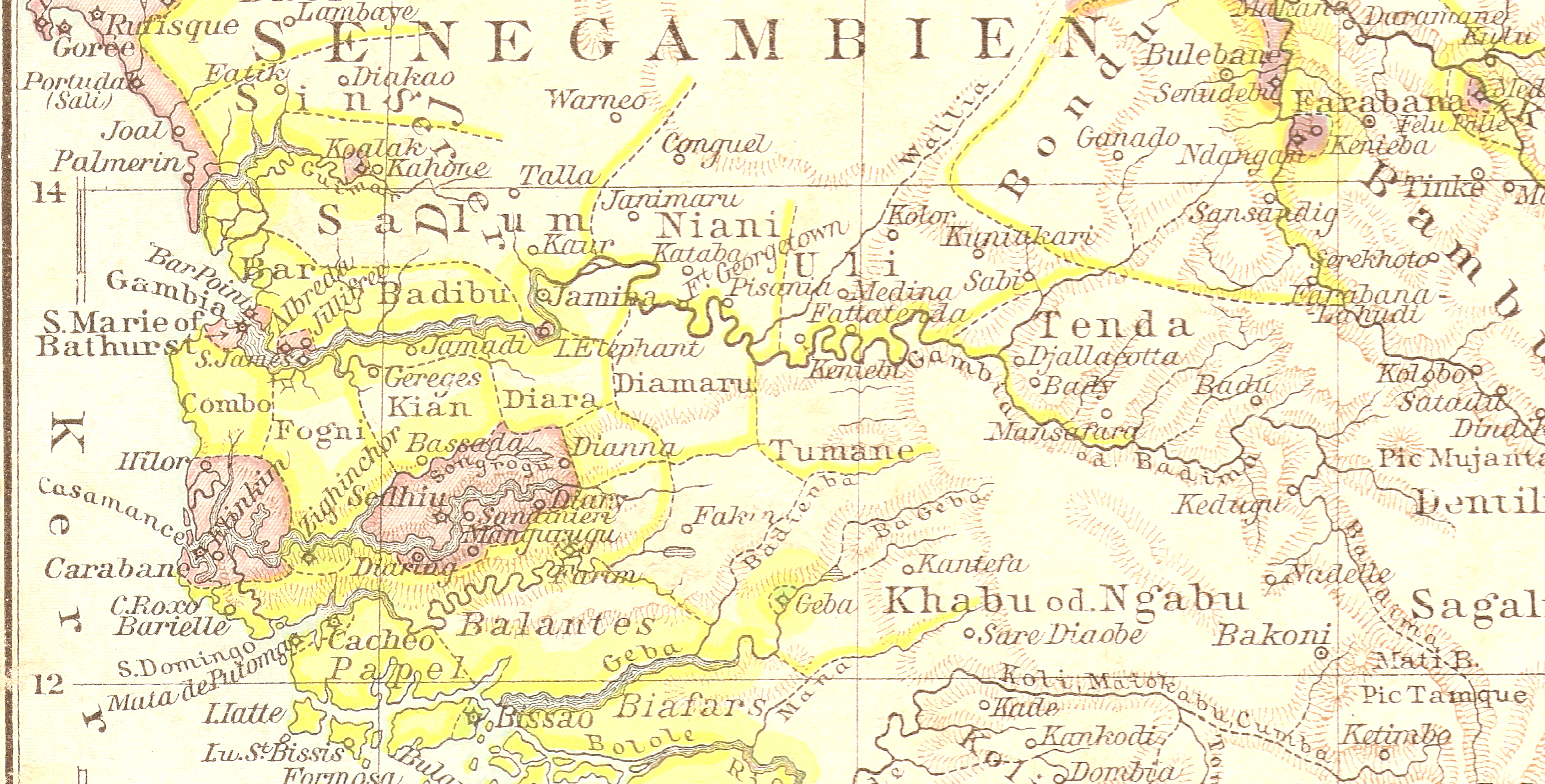
Senegambia en el siglo XIX

La presencia de pueblos recolectores y cazadores en esta área de Guinea tiene 30.000 años de antigüedad. Mandingas y susus tuvieron reinos que ejercieron gran influencia cultural en la región. Desde mitad del siglo XIII todos los pueblos de la Alta Guinea fueron integrados al Imperio de Malí. .Entre los siglos XVI y XIX los fulani se convirtieron en la etnia dominante de la región guineana. A finales del siglo XIX la presencia francesa desembocó en alzamientos y enfrentamientos de los reinos locales con la potencia colonial. También debieron enfrentar las pretensiones coloniales portuguesas. Entre finales del siglo XIX y principios del XX las guerras regionales llevaron a la dispersión de parte del pueblo badjara desde zonas de la actual Guinea hasta el Senegal.

## Sociedad
Habitan en poblados o aldeas que van de las 100 a 500 personas habitualmente. Practican la circuncisión femenina (ablación). Los varones son circuncidados a los 8 años y luego se los aparta del pueblo durante aproximadamente un mes, tiempo durante el cual se les enseña las tradiciones étnicas. A este evento le sigue un ritual público de lavado y purificación y posteriormente una gran celebración que involucra a toda la comunidad. Esta es la única vez que los hombres bailan.

## Economía
Son excelentes productores de telas de algodón. La mayoría de la población subsiste con la agricultura y de forma complementaria con la apicultura. Poseen algunas plantaciones de cacahuetes y algo de ganadería.

## Religión
El islam es la religión predominante (80%). Las creencias tradicionales o étnicas conservan vigencia y son consideradas como religión propia por el 19% de la población. El 1% son adherentes cristianos. El 70% de los adherentes cristianos son católicos, mientras que el 30% pertenecen a otros grupos cristianos.

## Tradiciones
La espiritualidad tradicional asume o cree que los espíritus viven en las rocas. Cada casa tiene un recipiente lleno de pequeñas piedras para protección y apaciguamiento de los espíritus. Los padres no permiten que una pareja joven se case si se sospecha que se aman. Creen que el hombre perderá su poder sobre la mujer si la ama, o viceversa. El herrero solía ser la figura más poderosa del pueblo. Maldecía a la gente, ofrecía sacrificios y recibía los mejores cortes de carne.

## Subgrupos

### Badyaranke
El pueblo Badyakanke o badya es un subgrupo badjara con comunidades asentadas entre los ríos Gambia y Kumba al noroeste de Guinea. Su origen estaría en la zona de Futa Yallon sobre el siglo XVII. Se formaron en un proceso de mestizaje e hibridación cultural con miembros de los pueblos vecinos mandinga, tenda y sarakollé (soninké). Se integraron al reino Bundu y poblaron zonas próximas a la costa de Guinea y Guinea-Bissau. En el siglo XIX fueron atacados por el imperio tucolor.